# Plutonio-239
El plutonio-239 (239Pu) es un isótopo fisible del plutonio. Este isótopo es el principalmente usado en la producción de armas nucleares. Aunque el uranio-235 también se ha utilizado, es actualmente considerado un isótopo secundario. El plutonio-239 es también uno de los tres principales isótopos utilizados como combustible en reactores nucleares, junto con el uranio-235 y el uranio-233. La bomba atómica "Fat Man" que se utilizó para bombardear Nagasaki tenía un núcleo de plutonio-239. El 239Pu tiene un periodo de semidesintegración de 24 200 años.

## Propiedades nucleares
Las propiedades nucleares del plutonio-239, así como la capacidad de producir grandes cantidades de Pu-239, más asequible que el uranio-235 altamente enriquecido, han llevado a su uso en armas nucleares y centrales nucleares. La fisión de un átomo de U-235 en el reactor de una central nuclear produce de dos a tres neutrones. Estos neutrones pueden ser absorbidos por el U-238 para producir Pu-239 y otros isótopos. El plutonio-239 puede absorber neutrones y fisionarse junto con U-235 en un reactor.
La fisión de un átomo de plutonio-239 genera 207.1 MeV = 3.318·10−11 J, es decir, 19.98 TJ/mol = 83.61 TJ/kg.

## Producción
El 239Pu se produce cuando un átomo de uranio-238 captura un neutrón y se convierte en uranio-239; posteriormente este sufre una desintegración beta para convertirse en neptunio-239 (intermedio); luego este sufre otra desintegración beta para finalmente obtener el plutonio-239 como producto final, siendo largamente producido de esa forma en reactores nucleares. La siguiente ecuación expresa la producción de 239Pu.
{\displaystyle \mathrm {^{238}_{\ 92}U\ +\ _{0}^{1}n\ \longrightarrow \ _{\ 92}^{239}U\ {\xrightarrow[{23.5\ min}]{\beta ^{-}}}\ _{\ 93}^{239}Np\ {\xrightarrow[{2.3565\ d}]{\beta ^{-}}}\ _{\ 94}^{239}Pu} }

## Aplicaciones

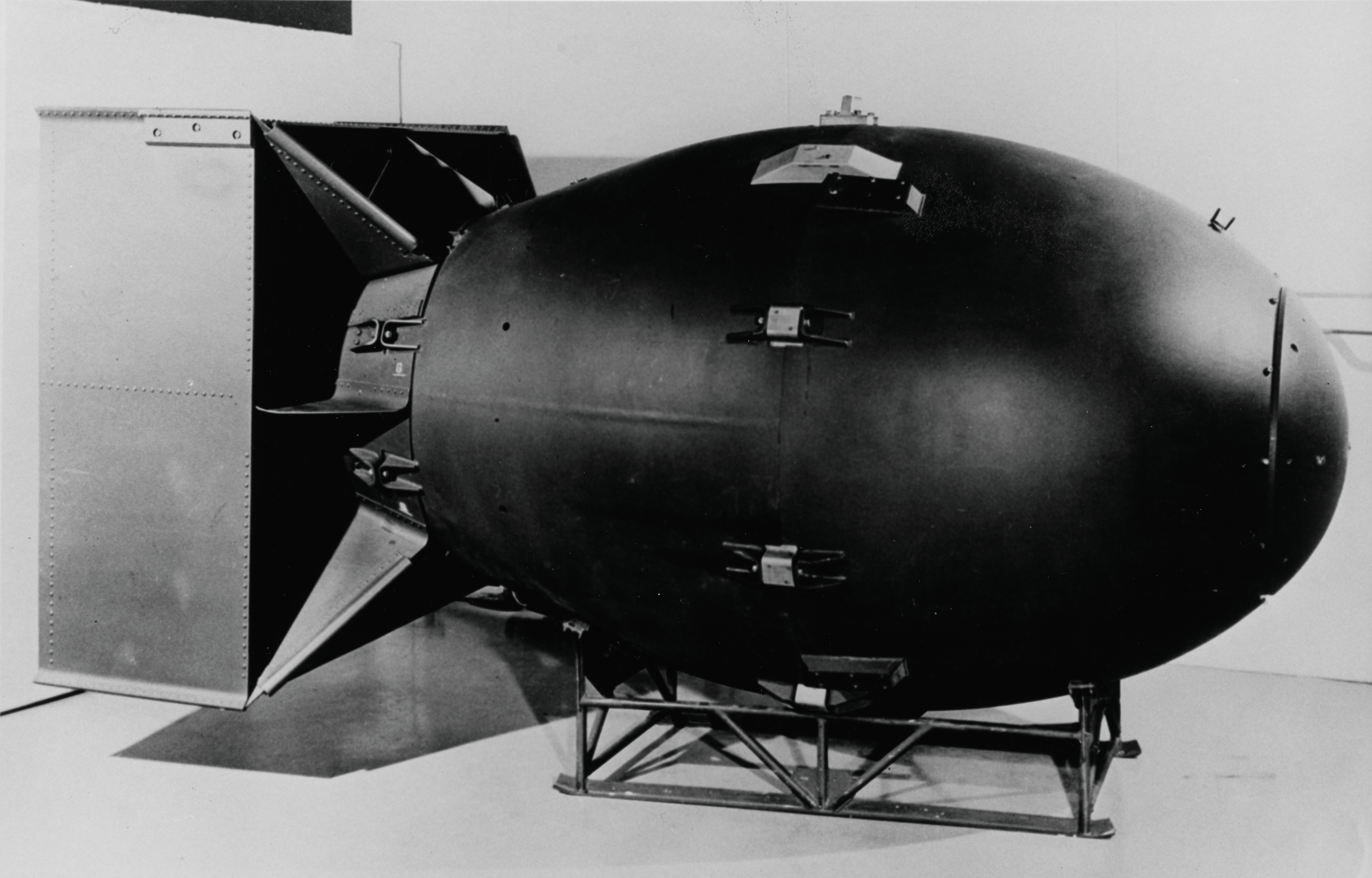
Una maqueta del dispositivo nuclear Fat Man.

El 239Pu se ha utilizado como material fisionable en armas nucleares. El núcleo de estas armas necesita una tasa mínima de 93 % de plutonio-239 y menos del 7 % de 240Pu por el hecho de desencadenar 450 000 fisiones por segundo en 1 kg, produciendo U-238 no apto para este tipo de armas. En los reactores nucleares, sondas espaciales y submarinos de propulsión nuclear se utiliza este isótopo. Durante la Segunda Guerra Mundial fue utilizado como material fisionable de la bomba atómica "Fat Man".